# 冶勒乡
冶勒乡，是中华人民共和国四川省凉山彝族自治州冕宁县曾经下辖的一个乡。2019年12月，撤销冶勒乡，所属行政区域划归大桥镇管辖。

## 行政区划
冶勒乡撤销前下辖以下地区：
汉呷木村和大坝子村。